# Michel et Augustin
Michel et Augustin est une marque française de produits alimentaires créée en 2004 par Augustin Paluel-Marmont et Michel de Rovira, propriété du groupe Ferrero depuis décembre 2023.
La société commercialise des biscuits et des desserts.

## Historique
Les deux fondateurs, Augustin Paluel-Marmont (ESCP Europe, CAP et BEP de boulanger[source secondaire nécessaire]) et Michel de Rovira (ESCP Europe, INSEAD, CAP pâtissier) se connaissent depuis le collège, où ils ont étudié ensemble au lycée jésuite Saint-Louis de Gonzague-Franklin dans le 16e arrondissement de Paris. Après des projets humanitaires en Colombie, en Équateur et au Burkina Faso, il commencent par fabriquer des biscuits (petits sablés) fin 2004. Ils admettent s'être inspirés de l'esprit de la marque Ben & Jerry's,.
La marque développe en 2006 de nouveaux formats et une gamme de yaourts à boire. En 2007, elle commercialise des yaourts glacés. En 2009, des biscuits apéritifs, en 2010 des desserts frais et en 2014 des jus de fruits et citronnades.
Le groupe ne possède pas d'usine et travaille avec une douzaine d'industriels, basés en France, aux Pays-Bas, en Espagne, au Portugal et en Italie.
Les réseaux de distribution ciblés sont les magasins d'alimentation, les cafés et sandwicheries.
La marque est également vendue dans une vingtaine d'autres pays (États-Unis, Belgique, Suisse, Royaume-Uni, Allemagne, Italie Luxembourg, Russie, Japon, Corée du Sud, Émirats Arabes Unis).
En 2013, la holding de la famille Pinault : Artémis acquiert 70 % du capital avec l'objectif de développer la marque à l'international d'une part, et de financer des projets d'expansion à l'étranger d'autre part (à New York par exemple).
En décembre 2013 la marque ouvre un siège dans le quartier de la Croix-Rousse à Lyon qu'elle ferme en juin 2018.
En décembre 2016, Michel et Augustin est distribuée par Amazon.
En juin 2016, Danone Manifesto Ventures, un fonds d'investissement de Danone annonce l'acquisition d'une participation de 40 % dans Michel et Augustin.
En 2018, huit mois après l'entrée au capital de Danone, François Roche-Bayard, un ancien d'Andros, a été nommé comme directeur général, Augustin Paluel-Marmont et Michel de Rovira restant dirigeants mais en abandonnant le contrôle opérationnel de l'entreprise.
Début 2018, pour contrer la baisse des ventes des produits laitiers, la marque lance des produits végétaux en commercialisant un lait de coco à boire et des desserts à la mangue et à la framboise. Une mousse au chocolat est déclinée dans une version végétale.
Le 1er avril 2019, la participation de Danone dans le capital a été portée à 95 %.
En septembre 2019, Sébastien Guillon devient le nouveau directeur général de Michel et Augustin. Il quittera son poste en septembre 2022[source secondaire nécessaire].
En décembre 2023, Ferrero annonce avoir entamé des négociations exclusives en vue de l'acquisition intégrale de Michel et Augustin.

## Communication
En 2010, Michel et Augustin se voit décerner le prix Phénix pour l'innovation et la communication par l'Union des annonceurs.
En 2014, Augustin et Michel sont gagnants des trophées LSA de l'innovation[réf. nécessaire].
Depuis 2013, Michel et Augustin a formé une centaine d'employés au CAP Pâtissier et offre également cette formation à plusieurs consommateurs de la marque, qui obtiennent leurs places à la suite d'une sélection.

## Filiale américaine
La première filiale Michel et Augustin à l'étranger est basée à New York, dans le quartier de Brooklyn. La marque est présente dans des milliers de points de vente, majoritairement dans les régions de New York et San Francisco mais aussi dans d'autres grandes villes. Les produits de la marque, nommés « cookie squares », sont aussi proposés à bord des avions de la compagnie Delta Airlines depuis 2015.
Après avoir été référencée temporairement dans deux régions Whole Foods (sur un total de onze), la marque obtient un référencement national en juillet 2020, dans les 445 magasins de la chaîne américaine.
Ils ont été temporairement vendus dans le réseau Starbucks entre juin 2015 et janvier 2017.
La gamme des croissants chips sort en 2020, un mixte entre croissants et chips, et se décline en deux parfums. Cette recette créée de A à Z aux États-Unis est la première produite ailleurs qu'en Europe. Whole Foods Market et Costco les référencent en 2021, puis Shake Shack en janvier 2022 en tant que topping sur leurs milkshakes.

## Polémiques

### La Manif Pour Tous
Quelques semaines avant la manifestation nationale du 15 octobre 2016 de La Manif pour tous, la marque est accusée par des journalistes de Libération de soutenir la Manif Pour Tous. On leur reproche d'avoir invité le candidat aux élections présidentielles François Fillon à une conférence au siège de l'entreprise en période de primaire, alors que ce candidat soutenait La Manif pour Tous,.
Le 14 octobre 2016, la marque répond dans un communiqué de presse. Le 22 octobre 2016, Augustin Paluel-Marmont se confie au quotidien Libération : « Si c’était à refaire, je n’inviterai pas des hommes et femmes politiques en période électorale. »   

## Ouvrages
Michel et Augustin a publié trois ouvrages chez Marabout:
- 2016 : Passez votre CAP de Pâtisserie avec Michel et Augustin
- 2018 : Devenez l'expert mondial du gâteau au chocolat
- 2020 : Devenez l'expert des cookies